# Misraim
Misraim, Micraim (hebr. מצרים) – hebrajska nazwa Egiptu. Jest to rzeczownik w liczbie mnogiej, używany w odniesieniu zarówno do Górnego jak i Dolnego Egiptu. Nazwa ta ma pochodzenie semickie o niepewnej etymologii. Pokrewna jest pojawiającemu się w Listach z Amarna miṣri, ugaryckiemu mṣrm i akadyjskiemu Muṣru.
Według Księgi Rodzaju (Rdz 10,6) imię takie nosił drugi syn Chama. Miał on synów Ludima, Anamima, Lehabima, Naftuchima, Patrusima i Kasluchima, od których wywodzić się mieli Filistyni i Kaftoryci (Rdz 10,13-14).